# Василюк, Вячеслав Яковлевич
Вячеслав Яковлевич Василюк (укр. В'ячеслав Якович Василюк; род. 10 декабря 1972, Киев, УССР) — украинский актёр и телеведущий.

## Биография
Родился 10 декабря 1972 в Киеве.
В 1993 году окончил Киевское эстрадно-цирковое училище (артист разговорного жанра).
В 2003 году окончил Киевский национальный университет культуры и искусств (мастерская Игоря Негреска).
Телеведущий программы «Званый ужин» на телеканале «СТБ» с 2008 года.
С 2011 года соведущий (вместе с Владимиром Горянским) программы «Спокойной ночи, дети» (укр. На добраніч, діти) на Первом национальном телеканале.
С 2012 года актёр программы «Большая разница».
Работал в Киевском академическом театре юного зрителя на Липках.

## Фильмография
- 2003 «Весёлая компания» (Россия, Украина), шпион (10 серия);
- 2004 «Железняя сотня» (укр. Залізна сотня), Когут;
- 2004 «Русское лекарство», эпизод;
- 2005 «Возвращение Мухтара-2», Михаил (49 серия «Взрослые игры»);
- 2005 «Золотые парни» (Россия, Украина), эпизод;
- 2005 «Новый русский романс» (Украина), эпизод;
- 2005-2006 «Сёстры по крови» (Украина, Россия), Михаил;
- 2006 «А жизнь продолжается» (Украина), Сергей;
- 2006 «Девять жизней Нестора Махно», Савва Махно;
- 2006 «За все тебя благодарю-2» (Украина), гаишник;
- 2006 «Утёсов. Песня длиною в жизнь», эпизод;
- 2006 «Штольня» (Украина), тренер;
- 2007 «Год Золотой Рыбки» (Россия, Украина), врач;
- 2007 «Презумпция вины» (Украина), врач;
- 2007 «Садовник» (Украина), Миша Уточкин;
- 2007 «Сердцу не прикажешь» (Украина), Дмитрий - милиционер;
- 2007 «Тормозной путь» (Украина), милиционер;
- 2008 «Абонент временно недоступен» (Украина), продавец;
- 2008 «Адреналин», эпизод;
- 2008 «День зависимости» (Украина), следователь;
- 2008 «Ой, мамочки...» (Украина), майор;
- 2008 «Сила притяжения» (Украина), Илья - посредник итальянского заказчика Юлии;
- 2008 «Смерть шпионам. Крым» (Россия, Украина), солдат;
- 2009 «Возвращение Мухтара-5», Козлов (63 серия «Отвлекающий маневр»);
- 2009 «Неприкосновенные» (укр. Недоторкані) (Украина), Митвин;
- 2009 «Осенние цветы» (Украина), офицер в лагере;
- 2009 «По закону» (Украина), Петр Трушин (79-я серия «Беглецы»);
- 2009 «Похищение Богини» (Россия, Украина), эпизод;
- 2009 «Чудо» (Украина), папарацци;
- 2009 «Чужие души» (Украина), докладчик - сотрудник фирмы;
- 2009-2010 «Возвращение Мухтара-6», врач (24 серия «На крыше»), Игорь Шилов (61 серия «Вспомнить всё…»);
- 2010 «Брат за брата» (Россия, Украина), Гена Долин - таксист, одноклассник Игоря;
- 2010 «Золушка с прицепом» (Украина), Николай Вайсман - председатель избирательной кампании
- 2010 «Трава под снегом» (Россия, Украина), эпизод;
- 2010-2013 «Ефросинья» (Россия, Украина), Овсянников - помощник мэра Кольцова;
- 2011 «Возвращение Мухтара-7», Киселёв - вор по кличке "Кисель" (32 серия «Попутный груз»);
- 2011 «Экстрасенсы-детективы», Репин; (9 серия);
- 2011 «Картина мелом» (Украина), адвокат; (Фильм №4 «Одиноких просят беспокоиться»);
- 2011 «Паутинка бабьего лета», эпизод;
- 2011 «Последнее дело Казановы»;
- 2011 «Срочно ищу мужа», Игорь Сергеевич - майор РОВД;
- 2011 «Ящик Пандоры», Ильич - участковый;
- 2012 «Женский доктор» (укр. Жіночий лікар) (Украина), Влад Платонов - хирург;
- 2012 «Порох и дробь» (Россия, Украина), милиционер (Фильм №10 «Затянувшаяся расплата»);
- 2012 «Лист ожидания» (Россия, Украина), эпизод;
- 2012 «Последняя роль Риты» (Украина), полицейский;
- 2012 «Страсти по Чапаю», Сенников;
- 2012-2013 «Сваты-6» (Украина), Игорь Николаевич, преподаватель экономики;
- 2013 «Билет на двоих» (Украина), Колька, муж Милки;
- 2013 «Время дочерей», журналист;
- 2013 «Женский доктор-2» (укр. Жіночий лікар) (Украина), Влад Платонов - хирург (29 серия «Возвращение», 45 серия «Сердце матери», 52 серия «Честь мундира»);
- 2013 «Поцелуй!» (Украина), Сергей Павлович - врач-гинеколог;
- 2013 «Птица в клетке» (Украина), врач;
- 2013 «Слишком красивая жена», сосед;
- 2013 «Спецотряд "Шторм"» (Россия, Украина), Любавин;
- 2013 «Убить дважды» (Украина), начальник отдела прокурорского надзора;
- 2013-2014 «Сашка» (Украина), частный детектив;
- 2013-2018 «Молодёжка», эпизод;
- 2014 «Белые волки-2», эпизод;
- 2014 «Давай поцелуемся» (Украина), врач;
- 2014 «Дворняжка Ляля» (Украина), прокурор;
- 2014 «Дело для двоих» (Россия, Украина), Вершинин - следователь;
- 2014 «Лабиринты судьбы» (Украина), Юрий;
- 2014 «Муж на час» (Украина), следователь;
- 2014 «Одинок по контракту» (укр. Самотній за контрактом) (Украина), служащий аэропорта;
- 2014 «Скорая помощь» (укр. Швидка допомога) (Украина), Леонид Иванович Фролов (10 серия);
- 2014 «Узнай меня, если сможешь» (Украина), ППСник;
- 2014-2015 «Склифосовский» (4 сезон), патологоанатом;
- 2014-2015 «Чтец», звукорежиссёр;
- 2015 «72 часа» (англ. 72 Hours), военком;
- 2015 «Восьмидесятые», эпизод (5 сезон);
- 2015 «Знать будущее. Жизнь после Ванги-2» (документальный), Виктор Караулов;
- 2015 «Крыша мира», дежурный (1 сезон);
- 2015 «Мамочки», полицейский;
- 2015-2016 «Отдел 44» (укр. Відділ 44) (Украина), Александр Кононов - отец потерпевшего (87 серия «Навылет»);
- 2016 «Второе зрение», эпизод;
- 2016 «Гуляй, Вася!», врач;
- 2016 «Две жизни» (укр. Чуже життя) (Украина), директор;
- 2016 «Забудь меня, мама!» (Россия, Украина), врач;
- 2016 «Маргарита Назарова», Андро - секретарь Микояна;
- 2016 «Между любовью и ненавистью» (Украина), Григорьич - участковый;
- 2016 «На линии жизни» (укр. На лінії життя) (Украина), Игорь Сергеевич Пантелеев - следователь СБУ, майор;
- 2016 «Нити судьбы» (Украина), эпизод;
- 2016 «Одиночка» (Украина), Алексей - сотрудник ДПС;
- 2016 «Перекрёстки» (Украина), майор;
- 2016 «Плохой хороший коп» (Украина), врач скорой;
- 2016 «Подкидыши» (Украина), психиатр;
- 2016 «Полицейский с Рублёвки», дежурный (2 серия «Рублёвский треугольник»);
- 2016 «Родные люди», Теплов - водитель трамвая;
- 2016 «Учитель в законе. Схватка», гость на похоронах;
- 2016 «Челночницы», гаишник;
- 2017 «Балерина» (Украина), эпизод;
- 2017 «Благие намерения» (Россия, Украина), Сергей - следователь;
- 2017 «Вверх тормашками» (укр. Догори дриґом) (Украина);
- 2017 «Ментовские войны. Киев» (Украина), (Фильм №1 «С большой дороги», Фильм №2 «Ручные солдатики», Фильм №3 «Убить зло»);
- 2017 «Ментовские войны. Одесса» (укр. Ментівські війни. Одеса) (Украина), Дзюба - полковник, сотрудник ГУ уголовного розыска (Фильм №3 «Холодное блюдо», Фильм №4 «Раздача»);
- 2017 «На краю любви» (Украина), спасатель;
- 2017 «Наступит рассвет» (Украина), врач скорой;
- 2017 «Пёс-3» (Украина), Алексей Евланов - бывший опер (1 серия «Милый чай»)
- 2017 «Слуга народа-2. От любви до импичмента» (укр. Слуга народу-2. Вiд любовi до iмпiчменту) (Украина), Чуприна - вице-премьер;
- 2017 «Спецы» (Россия, Украина), майор Маштаков;
- 2017 «Срок давности» (Россия, Украина), Будницкий - следователь;
- 2017 «Тот, кто не спит» (укр. Той, хто не спить) (Украина), агент;
- 2017 «Что делает твоя жена?» (укр.  Що робить твоя дружина?) (Украина), Сомов - служащий облуправления лесного хозяйства;
- 2017-2018 «Когда мы дома. Новая история» (укр. Коли ми вдома. Нова історія) (Украина), начальник сервисного центра МВД;
- 2018 «Виноград» (Украина), врач;
- 2018 «Жить ради любви» (укр. Жити заради кохання) (Украина), силовик;
- 2018 «Кладовая жизни» (укр. Скарбниця життя) (Украина), санинспектор;
- 2018 «Кровь ангела» (укр. Кров янгола) (Украина), врач;
- 2018 «На самой грани» (укр. На самій межі) (Украина), Эдуард Кириллович Егожин - финансовый директор;
- 2018 «Неродная» (Беларусь, Украина), водитель на шоссе;
- 2018 «Полюби меня такой» (Украина), Михалыч - участковый;
- 2018 «Принцесса Лягушка» (Украина), Виталий Семёнович Коваль - директор школы;
- 2018 «Путешествие к центру души» (Украина), следователь;
- 2018 «Трое в лабиринте» (Россия, Украина), врач;
- 2018 «Человек без сердца» (Украина), следователь;
- 2018 «Чужая жизнь» (Украина), эпизод;
- 2018 «Штамп в паспорте» (укр. Штамп у паспорті) (Украина), Бехерев - следователь;
- 2018 «Кураторы» (укр. Куратори), преподобный (эпизод);
- 2019 «Опекун» (укр. Опікун) (Украина), Слава - друг Алексея;
- 2019 «Отель "Купидон"» (укр. Готель "Купідон") (Украина), геммолог;
- 2019 «Подкидыш» (укр. Підкидьок) (Украина), Семён Леонидович, главврач;
- 2019 «Предвзятое отношение» (укр. Упереджене ставлення) (Украина), Павел Терещенко;
- 2019 «Прятки» (укр. Схованки) (Украина), эпизод;
- 2019 «Сердце матери» (Украина), опер;
- 2019 «Стеклянная комната» (Украина), Фёдор Степанович - друг Артёма, следователь;
- 2019 «Страсти по Зинаиде» (Украина), Егор Русланович - следователь;
- 2019 «Тайная любовь» (укр. Таємне кохання) (Украина), Юрий Анатольевич - управляющий сетью отелей;
- 2019 «Тайны» укр. Таємниці (Украина), Борислав Петрович - кардиохирург;
- 2019 «Утраченные воспоминания» (Украина), главный управляющий;
- 2019 «Чужой грех» (укр. Чужий гріх) (Украина), Андрей Борисович - следователь;
- 2019 «Вскрытие покажет» (укр. Розтин покаже) (Украина), директор интерната;
- 2019-2020 «СидОренко - СидорЕнко» (укр. СидОренки - СидорЕнки) (Украина);
- 2020 «Алмазная корона» (укр. Діамантова корона) (Украина), врач;
- 2020 «Ассистентка» (Россия, Украина), психолог;
- 2020 «Вспомнить себя» (укр. Згадати себе) (Украина), эпизод;
- 2020 «Добрая душа» (укр. Добра душа) (Украина), эпизод;
- 2020 «Здравствуй, папа!» (Украина), эпизод;
- 2020 «Исчезающие следы» (укр. Зникаючі сліди) (Украина), Дмитрий Лозинский;
- 2020 «Мавки» (укр. Стажёр) (Украина);
- 2020 «Миг, украденный у счастья» (Украина);
- 2020 «Незабытая» (укр. Незабута) (Украина);
- 2020 «Отважные» (укр. Відважні) (Украина), главная роль;
- 2020 «Пробуждение любви» (укр. Пробудження кохання) (Украина), Фомин - врач;
- 2020 «Родственные связи. Продолжение» (укр. Родинні зв'язки 2) (Украина), эпизод;
- 2020 «Рысь» (укр. Рись) (Украина);
- 2020 «Успеть всё исправить» (укр. Встигнути все виправити) (Украина), эпизод;
- 2021 «Дело рук утопающих» (укр. Справа тих, хто потопає) (Украина), эпизод;
- 2021 «Игры детей старшего возраста» (Украина), эпизод;
- 2021 «Клятва врача» (укр. Клятва лікаря) (Украина), эпизод;
- 2021 «Любовь Веры», эпизод;
- 2021 «Материнское сердце» (Украина), эпизод;
- 2021 «Мёртвые лилии» (укр. Мертві лілії) (Украина), эпизод;
- 2021 «Можешь мне верить», эпизод;
- 2021 «Незакрытая мишень» (укр. Незакрита мішень) (Украина), эпизод;
- 2021 «Однажды под Полтавой» (укр. Одного разу під Полтавою), заказчик банкета;
- 2021 «С кем поведёшься» (укр. З ким поведешся) (Украина), эпизод;
- 2021 «Треугольник судьбы» (укр. Трикутник долі) (Украина), эпизод;
- 2021 «Уроки жизни и вождения», председатель;
- 2021 «Честная игра» (укр. Чесна гра) эпизод;
- 2022 «Следаки» (укр. Слідаки) (Украина, в производстве), Ткаченко.

## Театральные работы
- «Велосипед с красными колесами», реж. Режиссер-постановщик Артур Артименьев, роль Кот;
- 2002 «Волки и овцы», реж. Максим Михайличенко, роль Горецкой[2];
- 2002 «Ромео и Джульетта», реж. Виктор Гирич, роль Меркуцио;
- 2004 "Фигаро", реж. Виктор Гирич, роль Керубино;
- 2007 «Чайка», реж. Виктор Гирич, роль Медведенко;
- 2011 «Луна в деревне», реж. Валентин Козьменко-Делинде , роль Исла;
- 2012 «Сон в летнюю ночь», реж. Виктор Гирич, роль плотника Клин;
- 2013 «Вишневый сад», реж. Виктор Гирич , роль Эпиходов;
- 2014 «Волшебные сабинянки», реж. Виктор Гирич , роль Муж Прозерпины.